# ТЕС Мауа 3
3°7′2″ пд. ш. 59°55′47″ зх. д. / 3.11722° пд. ш. 59.92972° зх. д.
ТЕС Мауа 3 — теплова електростанція в Бразилії у штаті Амазонас. Є однією з багатьох ТЕС, які працюють чи працювали у розташованому в центрі Амазонії місті Манаус.
В 2017—2018 роках на майданчику станції став до ладу один енергоблок потужністю 591 МВт, створений за технологією комбінованого парогазового циклу. У ньому дві газові турбіни потужністю по 189,6 МВт живлять через відповідну кількість котлів-утилізаторів одну парову турбіну з показником 211 МВт.
Як паливо станція використовує природний газ, який надходить по трубопроводу Уруку – Коарі – Манаус.
Видача продукції відбувається по ЛЕП, розрахованій на роботу під напругою 230 кВ.
Запуск ТЕС Мауа 3 дозволив остаточно вивести з експлуатації застарілу ТЕС Мауа.